# Fleurigné
Fleurigné (bret. Flurinieg) – miejscowość i gmina we Francji, w regionie Bretania, w departamencie Ille-et-Vilaine.
Według danych na rok 1990 gminę zamieszkiwało 841 osób, a gęstość zaludnienia wynosiła 46 osób/km² (wśród 1269 gmin Bretanii Fleurigné plasuje się na 641. miejscu pod względem liczby ludności, natomiast pod względem powierzchni na miejscu 548.).